# Авдіївська волость (Сосницький повіт)
Авдіївська волость — історична адміністративно-територіальна одиниця Сосницького повіту Чернігівської губернії з центром у селі Авдіївка.
Станом на 1885 рік складалася з 19 поселень, 7 сільських громад. Населення — 5942 особи (2867 чоловічої статі та 3075 — жіночої), 945 дворових господарств.
|                     | Площа, десятин | У тому числі орної, дес. |
| ------------------- | -------------- | ------------------------ |
| Сільських громад    | 6265           | 4005                     |
| Приватної власності | 10223          | 1477                     |
| Іншої власності     | 104            | 40                       |
| Загалом             | 16592          | 5522                     |

Поселення волості:
- Авдіївка — колишнє державне та власницьке село при урочищі Надолі за 40 верст від повітового міста, 2135 осіб, 375 дворів, православна церква, школа, поштова станція, постоялий двір, 2 постоялих будинки, водяний млин, крупорушка, базари по середах, 2 щорічних ярмарки. За 5 верст — цегельний і бурякоцукровий заводи з лікарнею.
- Козляничі — колишнє державне та власницьке село при річці Убідь, 666 осіб, 117 дворів, православна церква.
- Лузіки — колишнє власницьке село, 429 осіб, 153 двори, постоялий двір, маслобійний і дігтярний заводи.
- Хлоп'яники — колишнє державне та власницьке село при річці Ліска, 1251 особа, 211 дворів, православна церква, школа,  постоялий будинок, вітряний млин, крупорушка.

1899 року у волості налічувалось 14 сільських громад, населення зросло до 7750 осіб (3895 чоловічої статі та 3855 — жіночої).